# 亚乌赫尼·卡拉廖克
亚乌赫尼·卡拉廖克（1996年6月9日—）是一名白俄罗斯男子公路和场地自行车运动员，2017年开始为UCI洲际队明斯克自行车俱乐部效力，2020年成为Gazprom–RusVelo队的实习队员。他曾在2018年和2020年世界場地自由車錦標賽上两次获得男子集体出发赛的冠军。